# Ciclo de Avalon
O  Ciclo de Avalon é uma série de livros de fantasia escritos por Marion Zimmer Bradley, iniciando-se com os quatro romances de As Brumas de Avalon, e posteriormente expandidos com a ajuda de Diana L. Paxson. Paxson tomou a autoria dos livros para si após a morte de Bradley em 1999. A série foca na ilha lendária de Avalon e as várias mulheres que moldaram sua história e a da Bretanha.
A obra foi dividida pela autora em quatro momentos (ou tomos). Na versão Norte Americana, encontramos todos os volumes num único livro. O romance, além de narrar cerca de 70 anos ou mais (inicia-se quatro anos após o nascimento de Morgana e narra fatos dela já em idade bem avançada), explora fatos históricos preenchendo as lacunas ignoradas sobre a influência do paganismo e das mulheres na formação da Bretanha.

### A Senhora da Magia
O romance não se detém meramente em narrar os fatos políticos e religiosos que se confrontam na Bretanha. Mais que isso, Marion - famosa por suas histórias que descobrem o véu do universo feminino - mostra toda a força e complexidade dos atos e escolhas das mulheres (ignoradas na História das Civilizações)- abre portas na lenda da Excalibur em que se encontram o misticismo da origem da espada, ritos pagãos que foram sufocados pela cristianização, a importância das uniões políticas entre os povos e o resultado da submissão ou não das mulheres frente aos homens.
A primeira metade do volume é centrada basicamente na vida cotidiana da jovem pagã Igraine, casada contra a vontade com o Duque Gorlois da Cornualha e passando por uma série de conflitos e alguns poucos momentos felizes ao lado dele e de sua filha Morgana, ao mesmo tempo em que é pressionada por Avalon a se casar com Uther Pendragon e, com ele, gerar o filho que salvará a Bretanha: o futuro Rei Arthur. E embora seja tomada por um amor incontrolável por Uther e cumpra o que lhe era cobrado, Igraine corta relações com Avalon, passando a se comportar como uma cristã fervorosa, embora, secretamente, continuasse adorando a Deusa de Avalon.
O restante do volume se centra na adolescência e juventude de Morgana, levada por Viviane, a Senhora do Lago e irmã mais velha de Igraine, para Avalon e treinada por anos para se tornar uma sacerdotisa da Deusa. Entretanto, enquanto Morgana cumpre um dos rituais, Viviane a faz ter relações com seu irmão Arthur, sem que ambos se reconheçam, com a intenção de fazer com que Morgana gere um filho da linhagem pura de Avalon, já que a mãe de ambos é da Família Real de Avalon. Mas quando Morgana descobre que se deitou com o irmão e agora está grávida dele, sua relação com Viviane se deteriora, fazendo-a abandonar o sacerdócio e deixar Avalon.

### A Grande Rainha
No segundo volume, que começa pouco depois da coroação de Arthur como Grande Rei da Bretanha, há um amadurecimento das personagens, já enfrentando as conseqüências de suas escolhas.
A personagem que recebe maior destaque nesse volume é Guinevere (Gwenhwyfar), a princesa escolhida para se casar com Arthur e se tornar a Grande Rainha da Bretanha. Ela é uma cristã fanática, com ideias extremamente patriarcais e um profundo complexo de inferioridade por ser mulher. Guinevere se apaixona por Lancelote, o principal cavaleiro de Arthur, desde que o vê pela primeira vez. E como não consegue dar um filho a Artur, entende que isso é um castigo de Deus contra seu amor adúltero. Assim, para se redimir, Guinevere cobra de Arthur que ele se torne o mais cristão dos reis e tenta impor à Corte um estilo de vida cristão cada vez mais radical. Ao mesmo tempo, ela desenvolve um ódio crescente contra Morgana, em parte por ela não aceitar se tornar cristã e viver com a liberdade de uma mulher pagã, em parte pelo ciúme que sente de Morgana com Lancelote. E Arthur, supondo que o estéril do Casal Real talvez seja ele, permite que Guinevere se torne amante de Lancelote, para dar um herdeiro ao trono.

### O Gamo Rei
No penúltimo volume desta série revolucionária, alguns temas tristes e complexos serão abordados.
De modo geral, numa idade já madura nesse volume, os personagens começam a lamentar as perdas que sofreram ao longo da vida e os sonhos que não conseguiram concretizar.
Já idosa, Viviane é assassinada por Balim filho de uma mulher de quem ela provocou a morte (a seu próprio pedido) para livrá-la das terríveis dores de uma doença incurável. Taliesin, o antigo Merlin da Bretanha, também morre de velhice logo depois. E Kevin, o novo Merlin, assume uma postura cada vez mais cristã, preocupando profundamente Morgana, que vê nisso a decadência dos ritos pagãos.
Com a morte inesperada de Viviane, sua sucessora Niniane assume o poder sobre Avalon, tornando-se a nova Senhora do Lago, embora seja jovem demais e ainda não esteja pronta para isso, deixando os pagãos sem uma matriarca nem um patriarca fortes como os que tinham antes para seguir.
Na Corte de Arthur, o caso de Guinevere e Lancelote logo passa a ser de conhecimento público, tornando-se piada, pouco depois, em toda a Bretanha. E Lancelote revela a Morgana que sempre lutou contra uma homossexualidade reprimida. E que, embora se sinta atraído por Guinevere, Arthur também é desejado e amado por ele (algumas passagens dão a entender que Arthur também sente algo parecido por Lancelote). E Morgana, através de uma armadilha, faz com que Lancelote seja forçado a se casar com Elaine e deixar a Corte. Com isso, ela pretendia afastar Lancelote de Guinevere e Arthur e, ao mesmo tempo, salvar o casamento de Arthur do descrédito em que vinha caindo diante do povo.
Morgana se casa com o Rei de Gales do Norte e consegue, até um certo ponto, se tornar uma matriarca pagã naquela corte, embora escondida dos cristãos.

### O Prisioneiro da Árvore
Visto que Artur deixa de lado os costumes antigos, traindo assim a confiança do povo antigo da ilha, Morgana deseja retomar para Avalon o que havia sido oferecido mediante o juramento na Ilha do Dragão, no volume I. Para isso, encontra em Acolon, seu jovem enteado criado nos costumes antigos, um apoio para uma tentativa de retornar aos velhos preceitos.
Kevin, sucessor de Taliesin, é acusado de traição por ceder a Artur os símbolos sagrados (como o Graal) para uma nova interpretação cristã, com intuito que não fossem assim esquecidos, já que não acreditava mais na possibilidade de um retorno aos costumes antigos. A punição por sua traição vem pelas mãos de Nimue, uma filha de Lancelote que foi levada por Morgana a Avalon e se tornou sacerdotisa.
Gwenhwyfar é flagrada por cavaleiros da Távola cometendo adultério com Lancelote, e ambos fogem do reino. A sucessora de Viviane (Niniane) é morta acidentalmente por Mordred. Avalon fica sem uma Senhora do Lago. Mordred, agora homem feito, enfrenta o pai.
O desfecho da lenda do Rei Arthur é conhecido, mas interpretação feita por Marion Z. Bradley reserva muitas surpresas e detalhes - Como pode-se observar desde o início do livro.